# Pachyplagioides
Pachyplagioides is een geslacht van wantsen uit de familie van de Schizopteridae. Het geslacht werd voor het eerst wetenschappelijk beschreven door Gross in 1951.

## Soorten
Het genus bevat de volgende soorten:

- Pachyplagioides amblia Hill, 1992
- Pachyplagioides megale Hill, 1992
- Pachyplagioides monodus Hill, 1992
- Pachyplagioides prionote Hill, 1992
- Pachyplagioides regina Gross, 1951